# Plaza Huincul (Pozo uno)
Plaza Huincul (Pozo uno) es una película de Argentina dirigida por Lucas Demare sobre el guion de Sixto Pondal Ríos que se estrenó el 1 de septiembre de 1960 y tuvo como protagonistas a Duilio Marzio, Nelly Meden, Juan José Míguez y Jardel Filho. Fue la primera de las cuatro películas que realizó la empresa Producciones Huincul.

## Sinopsis
Una película sobre los pioneros de la explotación del petróleo en Argentina.

## Reparto
Intervinieron en el filme los siguientes intérpretes:
- Duilio Marzio
- Nelly Meden …Pasto Verde
- Juan José Míguez
- Jardel Filho
- Guillermo Murray
- Ricardo Argemí
- María Aurelia Bisutti
- Omar Tovar
- Julio Bianquet
- Miguel Ángel Muiño
- Romualdo Quiroga
- Domingo Garibotto
- Jorge de la Riestra
- Oscar Borda
- Juan Quetglas

## Comentarios
En su crónica La Nación dijo:

”Hay en el libro un dominio del material épico…esa perspectiva es la que abre a Demare la posibilidad de trabajar más intensamente sobre una esfera más afín a su temperamento.”

El Heraldo del Cinematografista comentó:

”La imponencia y fiereza del paisaje y la magnitud de la lucha humana contra la naturaleza hostil, devoran a un relato que se ha limitado a la consignación de hechos históricos y a una ligera novelización de otros ficticios.”

Por su parte Manrupe y Portela escriben:

”Intento de Demare de reeditar las constantes de sus obras más importantes. A pesar del esfuerzo, el libro se acerca muchas veces al texto escolar y otras al melodrama.”